# Anne Panter
Anne Panter, född den 28 januari 1984 i Kettering, Storbritannien, är en brittisk landhockeyspelare.
Hon tog OS-brons i damernas landhockeyturnering i samband med de olympiska landhockeytävlingarna 2012 i London.